# ATLAS彗星 (C/2019 Y4)
ATLAS彗星 (C/2019 Y4) は、放物線に近い軌道を持つ彗星。2019年末に発見され、2020年1月に急激な増光を見せたことから大彗星となることが期待されたが、2020年5月の時点で眼視等級にも達しない見込みとなった。

## 特徴
2019年12月28日にATLAS（Asteroid Terrestrial-impact Last Alert System、小惑星地球衝突最終警報システム）の観測で発見され、この年の最後に発見された彗星となった。この彗星は1844年の大彗星と同様の軌道を持っていることから、1844年の大彗星に関係のある天体であると考えられている。地球への最接近は2020年5月23日前後、近日点通過は同年5月31日頃と予測されている。
発見時の等級は19.6等であったが、1月に100倍の明るさの12等まで急激に増光したことが確認され、注目を集めた。その後も3月に入るまで順調に増光し、彗星の見かけの等級のピークは、近日点で1等級からマイナス等級に達することが期待された。

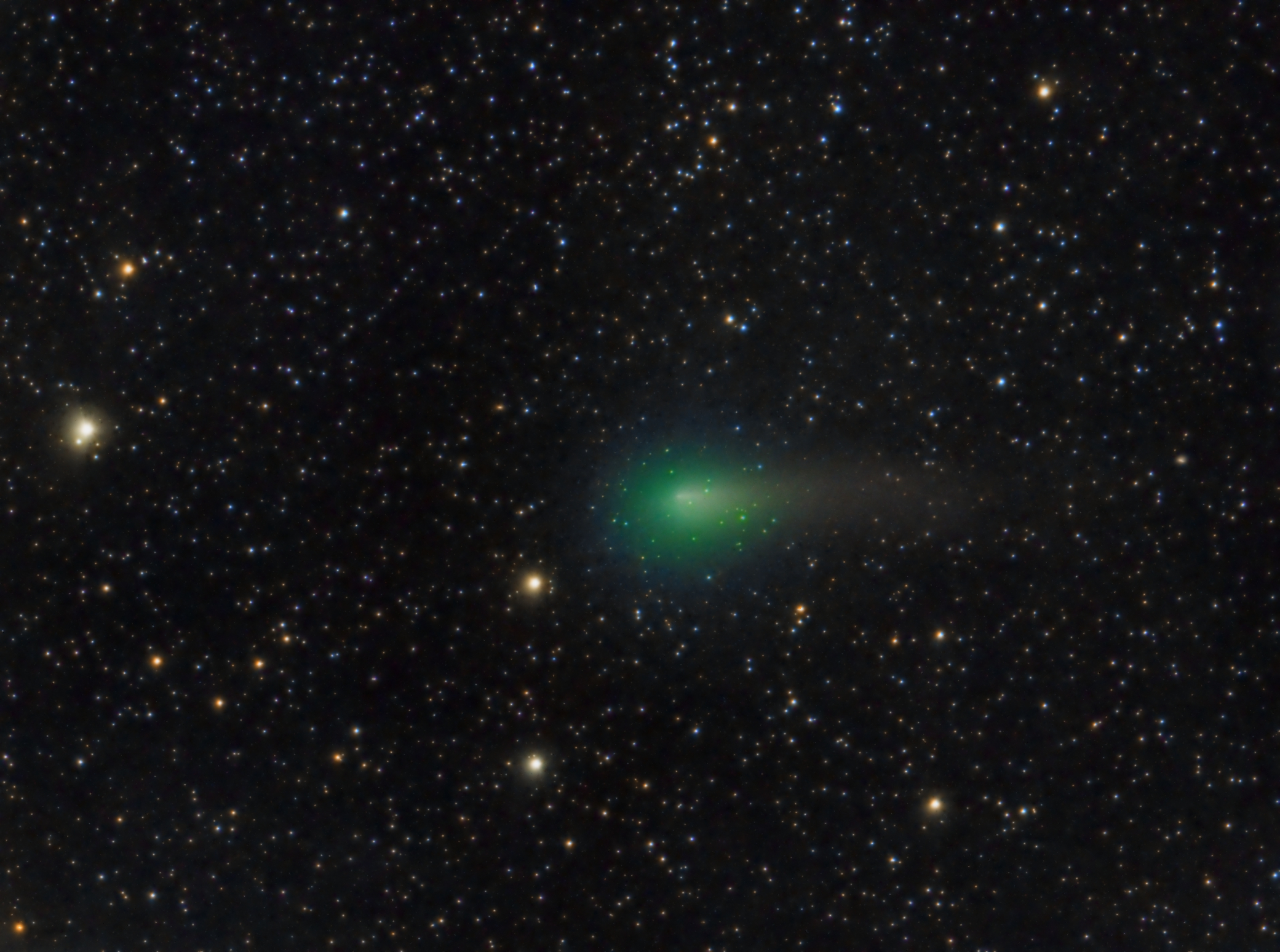
Comet ATLAS - 2020年4月15日に撮影された、コマが縮小したATLAS彗星

しかしながら、3月下旬には増光のペースが緩やかとなり、3月末をピークとして減光に転じた。また、4月上旬には核が崩壊したとする報告が複数上げられた。

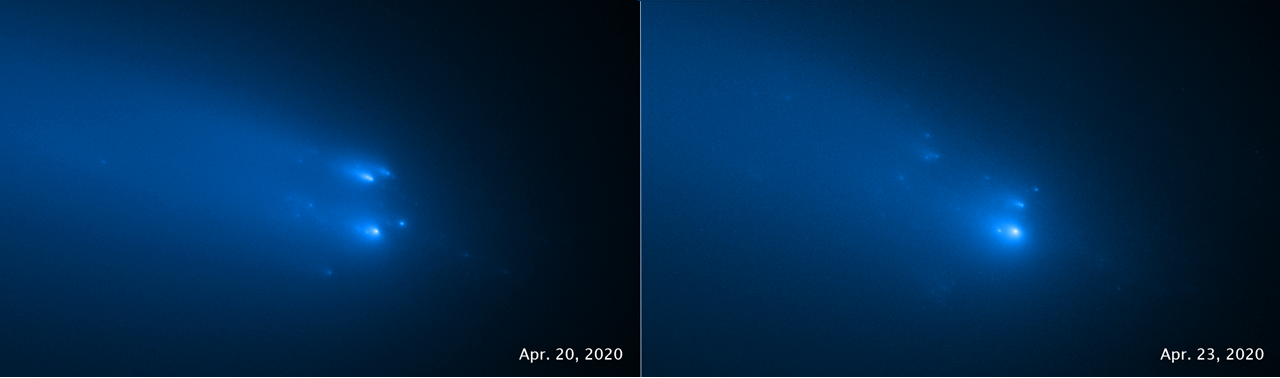
2020年4月下旬にハッブル宇宙望遠鏡で撮影された、ATLAS彗星の核の断片

4月20日と4月23日に、ハッブル宇宙望遠鏡によって撮影された画像では、実際に25 - 30の断片に崩壊した核の姿が確認された。 